# 俳優・亀岡拓次
『俳優・亀岡拓次』（はいゆう・かめおかたくじ）は、戌井昭人による日本の小説。続編に『のろい男 俳優・亀岡拓次』があり、第38回野間文芸新人賞を受賞した。
2016年に安田顕主演で映画化された（タイトルは中黒なしの『俳優 亀岡拓次』）。

## 映画
『俳優 亀岡拓次』（はいゆう かめおかたくじ）は、2016年1月30日に公開された。第28回東京国際映画祭アジアの未来部門、第39回ヨーテボリ映画祭 FEM KONTINENTER 部門に出品され。第11回KINOTAYO現代日本映画祭最優秀映像賞を受賞した。

### あらすじ
脇役専門の俳優である主人公・亀岡拓次は、撮影現場と酒場を行き来する毎日を送っていた。
ある日、ロケで訪れた長野県諏訪市で立ち寄った居酒屋「ムロタ」の若女将・安曇に一目惚れをする。
その後、舞台への初挑戦、世界的監督であるアラン・スペッソの極秘オーディションへの参加と、亀岡の人生に次々と転機が訪れる。

### 登場人物
亀岡 拓次（かめおか たくじ）
演：安田顕
脇役専門の映画俳優。37歳独身。
ホームレスや泥棒、チンピラなど様々な役を演じ、「現場に奇跡を呼ぶ男」と呼ばれている。
実在の脇役俳優を複数モデルとしており、そのうちの一人と明言されているのが宇野祥平である。
室田 安曇（むろた あずみ）
演：麻生久美子
長野県諏訪市で「居酒屋ムロタ」を父と共に営む若女将。バツイチで、息子が一人いる。
宇野 泰平（うの たいへい）
演：宇野祥平
亀岡の俳優仲間。演じる宇野は上述の通り亀岡のモデルの一人。
山之上（やまのうえ）
演：新井浩文
Vシネマの監督。亀岡の以前の出演作を見て感動し、亀岡をキャスティングした。
松村 夏子（まつむら なつこ）
演：三田佳子
舞台「陽光座」の女優兼座長。

### スタッフ
- 原作 - 戌井昭人「俳優・亀岡拓次」（フォイル刊）
- 監督・脚本 - 横浜聡子
- 音楽 - 大友良英
- 協力 - 文藝春秋（「俳優・亀岡拓次」文春文庫刊 / 「のろい男 俳優・亀岡拓次」文藝春秋刊）
- 助成 - 文化庁文化芸術振興費補助金
- 配給 - 日活
- 宣伝 - Lem、ガイエ
- 制作プロダクション - ジャンゴフィルム
- 企画 - 日活、アミューズ映像製作部
- 製作 - 『俳優 亀岡拓次』製作委員会（日活、アミューズ、GYAO、ローソンHMVエンタテイメント、CREATIVE OFFICE CUE、北海道テレビ放送）